# Добри, Пол
Питер Пол Добри (26 июня 1782 — 24 сентября 1825) — британский филолог-классик и литературный критик.
Родился на острове Гернси. Получил образование в Reading School, затем в Тринити-колледже Кембриджа, где впоследствии преподавал. В 1823 году стал профессором греческого языка.
Был близким другом филолога Ричарда Порсона, работая вместе с ним над его моделью текстологии и после смерти последнего в 1808 году став его литературным душеприказчиком.
После смерти Добри были изданы его «Adversaria critica» (1831 — 1833 годы; затем издание Вагнера, 1874 — 1875) и «Lexicon rhetoricum» (1834; издание Мейера, 1844).